# Malacky
Malacky er en by i det vestlige Slovakiet. Byen ligger i regionen Bratislava. Den ligger kun 40 kilometer fra den slovakiske hovedstad  Bratislava. Byen har et areal på 27,17 km² og en befolkning på 18.804(2023) indbyggere.

## Eksterne links
- Officiel hjemmeside

- Wikimedia Commons har flere filer relateret til Malacky